# Радбуза
Ра́дбуза (чеш. Radbuza) — река в Чехии. Исток реки Радбуза находится на хребте Чешский Лес, в районе Домажлице Пльзенского края Чешской Республики в 1,5 км к северо-востоку от посёлка Завист (чеш. Závist). Исток расположен у подножия Лысой горы на высоте 700—720 метров над уровнем моря.
Длина реки — 112 км. Площадь водосборного бассейна до слияния с Углавой составляет 1260 км², а после слияния — 2179 км². Среднегодовой расход воды — 11,1 м³/с. Ширина реки составляет от 5 до 8 метров, русло часто извилистое, вдоль берегов произрастают ольха и тополь. В среднем течении Радбуза представляет собой пойменную реку с минимальным уклоном. Преимущественно протекает по землям сельскохозяйственного назначения, что составляет 77 % от длины реки; ещё 25 % от длины реки приходится на территорию населённых пунктов; оставшиеся 9 % приходится на природный ландшафт. На реке расположено 42 водослива высотой от 0,5 до 2,9 метров.
Притоки: Пивонька (чеш. Pivoňka), Зубржина (чеш. Zubřina), Черный поток (чеш. Černý potok), Мерклина (чеш. Merklína) и другие. В городе Пльзень на высоте 298 метров над уровнем моря Радбуза сливается с рекой Мже, образуя реку Бероунка. Радбуза является самым длинным из притоков Бероунки.
В долине реки Радбуза найдены поселения эпохи неолита, относящиеся к культуре линейно-ленточной керамики; поселения бронзового века; поселения железного века, относящиеся к Гальштатской культуре. Название реки впервые появляется в письменных источниках в 1386 году.
На реке расположены населённые пункты Пльзень (находится в месте слияния четырёх рек (Мже, Радбуза, Углава и Услава), Бела-над-Радбузоу, Голишов, Горшовски-Тин, Станьков, Добржани, Стод.
В городе Бела-над-Радбузоу в 1703—1723 годы через реку Радбуза был построен каменный мост по примеру пражского Карлова моста, который имеет 8 арок и украшен шестью фигурами святых.
В окрестностях Пльзеня на реке Радбуза создано Литицкое водохранилище, площадью 152 гектара и длиной 4 километра.